# آبله‌مرغان
آبله‌مُرغان (به انگلیسی: Chickenpox)، یک بیماری عفونی خفیف و بسیار واگیردار است. این بیماری که در کودکان شایع‌تر است، در پی عفونت اولیهٔ ویروس واریسلا زوستر ایجاد می‌شود. آبله‌مرغان منجر به ایجاد بثورات پوستی و تاول‌های کوچک و خارش‌دار شده که در نهایت، پوسته‌پوسته می‌شوند. این تاول‌ها معمولاً از قفسه سینه، پشت و صورت آغاز می‌شوند. سپس به پوست سایر اندام‌ها گسترش می‌یابند. بثورات و سایر علائم مانند تب، خستگی و سردرد معمولاً پنج تا هفت روز طول می‌کشد. عوارض این بیماری ممکن است گاهی شامل ابتلا به سینه‌پهلو، التهاب مغز و عفونت‌های پوستی باکتریایی باشد. این بیماری، معمولاً در بزرگسالان، شدیدتر از کودکان است.
آبله‌مرغان یک بیماری هوابرد است که از طریق سرفه و عطسه فرد مبتلا به‌راحتی از فردی به فرد دیگر سرایت می‌کند. دوره نهفتگی آن، ۱۰ تا ۲۱ روز است و پس از آن، بثورات، ظاهر می‌شوند. انتقال این بیماری به سایر افراد، از یک تا دو روز پیش از ظاهر شدن بثورات در فرد مبتلا تا زمانی که تمام ضایعات پوسته‌پوسته شوند، امکان‌پذیر است. ویروس همچنین ممکن است از طریق تماس با تاول‌ها منتشر شود. این بیماری معمولاً بر اساس علائم ظاهری بیمار، قابل تشخیص است. اما در موارد غیرمعمول می‌توان با انجام آزمایش واکنش زنجیره‌ای پلیمراز (PCR) از مایع تاول‌ها، ماهیت بیماری، تأیید شود. آبله‌مرغان معمولاً فقط یک بار در طول زندگی مبتلایان باعث بیماری می‌شود. البته ممکن است که عفونتی مجدد توسط این ویروس رخ دهد، اما عفونت مجدد، معمولاً هیچ علامتی ایجاد نمی‌کند.
از زمان معرفی واکسن آبله‌مرغان در سال ۱۹۹۵، تعداد موارد و عوارض ناشی از این بیماری به‌شدت کاهش یافته است. حدود ۷۰ تا ۹۰ درصد از افراد واکسینه‌شده، از ابتلا به این بیماری یا بروز وضعیت حاد آن محافظت می‌کند. ایمن‌سازی روتین کودکان در بسیاری از کشورها توصیه می‌شود. درمان مبتلایان ممکن است شامل تجویز لوسیون کالامین برای کاهش خارش‌ها، کوتاه نگه داشتن ناخن‌ها برای کاهش آسیب ناشی از خاراندن و استفاده از استامینوفن برای کمک به تب باشد. برای کسانی که در معرض خطر عوارض حاد این بیماری هستند، داروهای ضد ویروسی مانند آسیکلوویر توصیه می‌شود.
آبله‌مرغان در تمام نقاط جهان رخ می‌دهد. در سال ۲۰۱۳، حدود ۱۴۰ میلیون مورد آبله‌مرغان و زونا در سراسر جهان، برآورد شد. از زمان ایمن‌سازی افراد، میزان ابتلا به آبله‌مرغان، در ایالات متحده نزدیک به ۹۰٪ کاهش یافته است. در سال ۲۰۱۵ آبله‌مرغان منجر به مرگ ۶٬۴۰۰ نفر در سراسر جهان شد که این تعداد، نسبت به ۸٬۹۰۰ مورد در سال ۱۹۹۰ کاهش یافته است. مرگ در حدود ۱ مورد از هر ۶۰٬۰۰۰ مورد اتفاق می‌افتد.

## نشانه‌ها
نشانه‌های زیر بیشتر در کودکان، خفیف بوده اما در بزرگ‌سالان، شدید هستند:
- خارش سطحی پس از یک روز
- سردرد
- حالت تهوع
- احساس خستگی مفرط
- تب
- درد شکمی یا احساس ناخوشی همگانی که ۲–۱ روز به درازا می‌کشد.
- بثورات پوستی که کم‌وبیش در هر جای بدن می‌تواند پدید آید؛ مانند روی پوست سر، آلت تناسلی، داخل دهان، بینی، گلو، یا مهبل. تاول‌ها ممکن است در نواحی بسیار گسترده‌ای از پوست باشند اما در دست و پا کم‌تر ظاهر می‌شوند. تاول‌ها در عرض ۲۴ ساعت می‌ترکند و در محل آن‌ها دلمه پایه‌ریزی می‌شود. هر ۴–۳ روز مجموعه‌هایی از تاول‌های جدید به‌وجود می‌آیند. بثورات ابتدا روی قفسه سینه، پشت و سپس سر و صورت و با تراکم کمتری روی دست و پا ظاهر می‌شوند. بثورات ابتدا پاپول هستند و سپس به وزیکول و پوستول و در نهایت به پوسته تبدیل می‌شوند. پاپول‌ها و وزیکول‌ها در وضعیت اریتماتوز قرار دارند. از ویژگی‌های بثورات آبله‌مرغان، ظهور سریع آن‌ها و نیز وجود هم‌زمان پاپول، وزیکول و پوسته در یک زمان است. خارش به‌طور تقریبی در همهٔ بیماران وجود دارد. وزیکول می‌تواند در تمامی قسمت‌های مخاطی وجود داشته باشد. این ضایعات عموماً پس از فروکش کردن تب ایجاد می‌شوند.
- در بزرگ‌سالان یک سری نشانه مانند آنفلوآنزا نیز وجود دارد.

## عامل بیماری

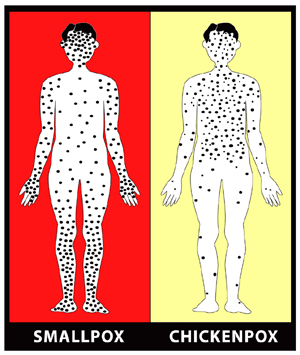
حملهٔ آغازین آبله (Smallpox) در برابر حملهٔ آبله‌مرغان (Chickenpox). حمله به بالاتنه ویژگی آبله‌مرغان است.

دلیل بیماری عفونت با ویروس واریسلا زوستر یک دی‌ان‌ای ویروس است. بیشترین شیوع آن در سن ۵ تا ۱۰ سالگی است. این ویروس عمدتاً از راه قطرات تنفسی ریز در هوا یا تماس با ضایعات پوستی، از فرد بیمار انتقال می‌یابد. بیماری بسیار مسری است. ویروس در وزیکول‌ها هم وجود دارد و بنابراین بیماری از ۲۴ ساعت قبل از پیدایش بثورات تا وقتی که ضایعات دلمه ببندد، مسری خواهد بود (بین ۷ تا ۸ روز). بیماری اغلب اوقات در زمستان و بهار دیده می‌شود. مبتلایان به آبله‌مرغان که بستری می‌شوند باید در اتاقی قرنطینه شوند تا از انتقال هوایی ویروس جلوگیری شود. دوره نهفتگی بیماری، ۲۱–۷ روز است.
اگر مادر یک نوزاد قبل یا حین بارداری آبله‌مرغان گرفته باشد، کودک وی تا چندین ماه در برابر آبله‌مرغان ایمنی دارد اما این ایمنی در ۴ تا ۱۲ ماه پس از زایمان، کاهش پیدا می‌کند.

## عوامل افزایش‌دهندهٔ خطر
مصرف داروهای سرکوب‌کننده سیستم ایمنی بدن و همچنین ابتلا به ضعف سیستم ایمنی، از عوامل افزایش‌دهندهٔ خطر هستند.

## پیشگیری

### واکسیناسیون
واکسن آبله‌مرغان، در ابتدای دههٔ ۱۹۷۰ در کشور ژاپن واکسنی به‌نام Varivax تولید شد که به‌طور مرتب از سال ۱۹۸۶ در ژاپن و از سال ۱۹۹۵ در آمریکا استفاده می‌شود که نتایج آن، مثبت بوده است. پس از استفادهٔ انبوه از این واکسن در این دو کشور، شیوع بیماری آبله‌مرغان، چه در افراد واکسینه و چه در افرادی که واکسن را دریافت نکرده‌اند، به‌طور چشمگیری کاهش یافت. این واکسن در ایران مورد استفاده قرار نمی‌گیرد.

## پیامدها

### بهبود خودبه‌خودی
کودکان معمولاً طی ۷ تا ۱۰ روز بهبود می‌یابند اما در بزرگسالان، این مدت بیشتر است و احتمال بروز عوارض در آن‌ها بیشتر است. آبله‌مرغان معمولاً فقط یک بار در طول زندگی مبتلایان باعث بیماری می‌شود. البته ممکن است که عفونتی مجدد توسط این ویروس رخ دهد، اما عفونت مجدد، معمولاً هیچ علامتی ایجاد نمی‌کند.

### زونا
پس از طی شدن سیر بیماری آبله‌مرغان، ویروس می‌تواند تا ۵۰ سال در بافت‌های عصبی بدن به‌صورت نهفته باقی می‌ماند (به‌طور مثال در ریشهٔ اعصاب نزدیک نخاع). این ویروس نهفته ممکن است سال‌ها بعد و در هر سنی، دوباره فعال شده و شکلی دیگر از این بیماری با نام زونا را ایجاد کند.

## عوارض احتمالی

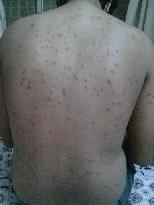
پشت یک پسر ۱۶ ساله مبتلا به آبله‌مرغان

- عفونت‌های ثانویهٔ باکتریایی بر روی تاول‌های آبله‌مرغان، شایع‌ترین عارضه پس از ابتلا به آبله‌مرغان است.
- عفونت ویروسی چشم
- آنسفالیت (به‌ندرت)
- احتمال بروز زونا
- باقی‌ماندن جای تاول‌ها که ممکن است تاول عفونی شود.
- میوکاردیت (التهاب ماهیچه قلبی)
- التهاب مفصل (به‌طور گذرا)
- سینه‌پهلو (پنومونی)
- نشانگان ری (به انگلیسی: Reye syndrome) در صورت مصرف آسپیرین وجود دارد
- پریکاردیت، هپاتیت، گلومرولونفریت، اورکیت، زخم معده و عوارض نورولوژیک (عصبی) از عوارض دیگر بیماری هستند. سربلیت یا همان التهاب مخچه به واسطهٔ واکنش‌های ایمونولوژیک، یکی از عوارض نادر آبله‌مرغان است که بیمار دچار آتاکسی (اختلال در راه رفتن) می‌شود.

### در هنگام بارداری
در دورهٔ بارداری خطرات مربوط به عفونت اولیهٔ آبله‌مرغان برای جنین در شش ماههٔ نخست بارداری، بیشتر است. در سه ماههٔ سوم، احتمال بروز علائم شدید در مادر بیشتر است. در زنان باردار، آنتی‌بادی‌های تولیدشده در نتیجهٔ ایمن‌سازی یا عفونت‌های قبلی از طریق جفت به جنین منتقل می‌شود. عفونت آبله‌مرغان در زنان باردار می‌تواند منجر به انتشار از طریق جفت و عفونت جنین شود. اگر عفونت در ۲۸ هفتهٔ نخست بارداری رخ دهد، می‌تواند منجر به سندرم آبله‌مرغان جنینی شود. اثرات روی جنین می‌تواند از نظر شدت از رشد ناکافی انگشتان دست و پا تا ناهنجاری شدید مقعد و مثانه متغیر باشد. دیگر مشکلات احتمالی عبارت‌اند از:
- آبله‌مرغان ممکن است پس از سرایت از مادر باردار به جنین، سبب کمبود وزن نوزاد یا زایمان زودرس، آتروفی (زوال) قشر مغز، حملات تشنجی، شود. ابتلای مادر در ۱۶ هفتهٔ نخست بارداری به آبله‌مرغان با توجه به احتمال انتقال به جنین و عوارض آن، نیازمند به درمان با VZIg (ایمونوگلوبولین ضد VZV) است.
- آسیب به مغز: آنسفالیت،[۴۳] میکروسفالی، هیدروسفالی، کم‌توانی ذهنی و[۴۴] آپلازی مغز
- آسیب به چشم: خردچشمی، آب‌مروارید، کوریورتینیت، آتروفی بینایی
- سایر اختلالات عصبی: آسیب به طناب نخاعی گردنی و لومبوساکرال، نقص حرکتی/حسی، فقدان رفلکس‌های عمیق تاندون، آنیزوکوریا / سندرم هورنر
- آسیب‌های عمومی: هیپوپلازی اندام فوقانی/ تحتانی، اختلال عملکرد اسفنکتر مقعد و مثانه
- اختلالات پوستی: سیکاتریسیال و هیپوپیگمانتاسیون

عفونت در اواخر بارداری یا بلافاصله پس از زایمان، "آبله‌مرغان نوزادان" نامیده می‌شود. ابتلای مادر به آبله‌مرغان با زایمان زودرس همراه است. خطر ابتلای نوزاد به این بیماری پس از قرار گرفتن در معرض عفونت در فاصلهٔ ۷ روز پیش از زایمان و تا ۸ روز پس از آن، بیشتر است. اگر مادر مصون باشد، این موضوع کمتر نگران کننده است. نوزادانی که دچار علائم این بیماری می‌شوند در معرض خطر بالای سینه‌پهلو و سایر عوارض جدی این بیماری هستند.

## درمان
در اکثر موارد نیاز به درمان ضد ویروسی نیست و فقط درمان حمایتی انجام می‌شود که شامل تجویز آنتی‌هیستامین برای کاهش خارش یا تجویز استامینوفن برای کنترل تب می‌شود. بر اساس آخرین ویرایش کتاب مبانی طب کودکان نلسون، دو گروه سنی زیر یک‌سال و بالای ۱۳ سال، افرادی که به هر دلیل در حال استفاده از استروئید (برای مثال پردنیزولون) و همچنین افرادی که در حال مصرف آسپیرین هستند، نیاز به درمان ضدویروس (اسیکلوویر) دارند.
درمانی برای آبله مرغان وجود ندارد، به جز استراحت و دادن داروها برای پایبن آوردن تب و کاهش خارش.
برای پایین آوردن تب، می‌توان این کارها را انجام داد:
- آب و مایعات فراوان بنوشید. می‌توانید یخ نیز بمکید.
- با آب ولرم حمام کنید.
- لباس‌های نازک و نخی به تن کنید و از لباس‌های زبر و گرم دوری کنید.
- داروها را به موقع مصرف کنید.
- در مورد افراد کوچک‌تر از ۲۰ سال، از آسپیرین استفاده نکنید، زیرا امکان دارد نشانگان ری را به وجود آورد.
- مطالعات جدید نشان می‌دهند که مصرف هر نوع دارو از خانوادهٔ داروهای ضدالتهاب غیراستروئیدی مانند ایبوپروفن و سایر قرص‌های این خانواده در زمان ابتلا به بیماری آبله‌مرغان می‌تواند منجر به عفونت ثانویه یا آسیب به بافت شود.[۴۷]

## ابتلای عمدی
از آن‌جا که آبله‌مرغان معمولاً در بزرگسالان شدیدتر از کودکان است، برخی از والدین عمداً فرزندان خود را در معرض این ویروس قرار می‌دهند، برای مثال با بردن آن‌ها به جشن یا «میهمانی‌های آبله‌مرغان». پزشکان عموماً با این روش مخالف هستند و انجام واکسیناسیون را به‌عنوان روشی مطمئن برای پیشگیری توصیه می‌کنند. قرار گرفتن مکرر در معرض ویروس آبله‌مرغان ممکن است از ابتلا به زونا نیز جلوگیری کند.